# Droga wojewódzka nr 586
Droga wojewódzka nr 586 (DW586) – droga wojewódzka w centralnej Polsce w województwie kujawsko-pomorskim przebiegająca przez teren powiatu toruńskiego, w całości położona na terenie gminy Wielka Nieszawka. Droga ma długość 0,045 km i łączy stację kolejową Brzoza Toruńska w Brzozie z drogą krajową nr 91.